# Афарски език
Афарския език е кушитски език, от семейството на афро-азиатските езици, употребява се от афарите в Етиопия, Еритрея и Джибути.